# Ein Dorf schweigt
Ein Dorf schweigt ist ein Drama des Regisseurs Martin Enlen aus dem Jahr 2009. In der Hauptrolle verkörpert Katharina Böhm die junge Mutter Johanna Dawe, die mit ihren beiden Kindern und einem Jugendlichen, auf den sie aufpasst, als Kriegsflüchtling in einem nordhessischen Dorf ankommt.

## Handlung
Der Film spielt in der unmittelbaren Nachkriegszeit des Zweiten Weltkrieges. Johanna Dawe kommt mit ihren beiden Kindern und dem elternlosen Jugendlichen Heinz, den sie beschützen möchte, auf der Flucht aus Schlesien auf der Ladefläche eines Lastkraftwagens in einem hessischen Dorf an. Als Kriegsflüchtlinge sind sie dort nicht willkommen. Die Passanten titulieren sie als „Kartoffelkäfer“ und skandieren „Haut ab!“, während einheimische Kinder die Ankömmlinge mit Steinen bewerfen. Als die Steinewerfer vertrieben werden, flüchten diese über einen Acker. Dabei tritt ein Kind auf eine Mine und kommt, gemeinsam mit zwei weiteren Kindern, ums Leben.
Zähneknirschend von der Bevölkerung akzeptiert, soll Johanna mit ihren Kindern im Pfarrhaus unterkommen, doch der Pfarrer weigert sich, die vier Personen aufzunehmen. Daraufhin bringt sie der Bürgermeister im Haus seiner Schwester Gisela unter, denn deren fünfzehnjähriger Sohn kam bei der Minenexplosion ums Leben und sein Vater wird vermisst, also mutmaßt er, dass ja in ihrem Haus jetzt Platz für die Flüchtlingsfamilie vorhanden ist.
Dort wird sie widerwillig aufgenommen. In der Folge bemerkt Gisela, dass Johanna alles in ihrer Macht Stehende unternimmt, um ihr möglichst wenig Umstände zu bereiten. Da im Laufe der Zeit auch klar wird, dass die Flüchtlingsfamilie keine Läuse in ihr Haus einschleppt, wie anfangs von Gisela vermutet, darf Johanna sogar in ihrem Friseursalon aushelfen, den sie im Haus eingerichtet hat, und sich somit ein kleines Zubrot verdienen.
Immer wieder bringen die Kinder und der Jugendliche Johanna in Schwierigkeiten, etwa als die Schere ohne Nachfrage ausgeliehen wird oder der Leichenschmaus (Kuchen) von den Kindern gegessen wird.
Als der Tag gekommen ist, an dem die bei der Minenexplosion getöteten Kinder bestattet werden, fällt den anwesenden Trauergästen auf, dass der Pfarrer den abschließenden Segen für Giselas Sohn auslässt. Es geht ein Raunen durch die Menge, die Gäste sind darüber verwundert. Zeitgleich trifft auf der Beerdigung der Kriegsheimkehrer Paul Hofmann ein, der seine Ehefrau erblickt, wie sie weinend am offenen Grab steht. Er bemerkt, dass wohl der gemeinsame Sohn ums Leben gekommen ist und bricht vor Trauer zusammen. Nachdem er wieder zu sich kommt erkennt er, dass er durch den Schock, dass sein Sohn nicht mehr am Leben ist und durch die schlimmen Ereignisse des Krieges, welche er durchleiden musste, ein anderer Mensch geworden ist. Im Dorf ist ihm alles fremd geworden. Als er mit seiner Frau schlafen geht, wirft er ihr vor, bis zum letzten Moment an einen Sieg Hitlers geglaubt zu haben, danach versucht er sie zu vergewaltigen.
Es stellt sich im weiteren Verlauf heraus, dass Paul sich besser mit der aus Schlesien geflohenen Johanna versteht, als mit seiner Ehefrau. Johanna bereitet aus dem Getreide, welches die Kinder von den umliegenden Äckern gesammelt haben, gut schmeckende Nudeln zu. Das Rezept dazu brachte sie aus ihrer schlesischen Heimat mit, diese Art der Zubereitung ist im hessischen Raum unbekannt. Bald werden die ersten Einwohner auf die schmackhaft zubereiteten Nudeln aufmerksam, sogar das Militär der amerikanischen Besatzungsmacht interessiert sich dafür.
Das bringt Johanna auf die Idee, ihre Nudeln zu verkaufen. Auf dem Schwarzmarkt, auf dem Johanna beabsichtigte, ihr Nudelerzeugnis zu verkaufen, wird der Jugendliche Heinz von der Militärpolizei festgenommen, da der Verdacht im Raum steht, dieser hätte die Nudeln beziehungsweise das dafür verwendete Getreide, gestohlen. In der Folge wird Heinz aber wieder freigelassen, da er nicht strafmündig ist.
Da Johanna vermutet, dass Gisela es war, die Heinz bei den Militärpolizisten anzuschwärzen versuchte, beschließt sie, aus dem Haus auszuziehen und jetzt doch beim Pfarrer unterzukommen. Der stimmt nun zu, aber eine offene Feindschaft zwischen Bürgermeister und Pfarrer, aber auch einzelner Personen im Dorf untereinander, tritt offen zutage. Im Pfarrhaus angekommen, macht Johanna sich nützlich und macht erst einmal überall ordentlich sauber. Bei dieser Aktion stößt sie auf ein offensichtlich schon länger nicht mehr bewohntes Zimmer. Der Pfarrer verbietet ihr, das Zimmer zu betreten. Er erklärt ihr, dass es sich um das Zimmer seines Sohnes Martin handelt, der vom Volkssturm desertierte und nachdem das Versteck verraten wurde, drei Tage vor dem Einmarsch der Amerikaner erschossen wurde. Johanna verspricht, aus Respekt den Raum nie mehr zu betreten, aber der Pfarrer ändert seine Meinung, und fordert sie auf, die Sachen seines Sohnes bei Bedarf zu verwenden.
Im weiteren Verlauf geht Johanna des Öfteren in den naheliegenden Wald, wo sie immer wieder einen Jugendlichen trifft, der sich dort versteckt hält. Es stellt sich heraus, dass es sich dabei um den totgeglaubten Sohn von Paul und Gisela, den fünfzehnjährigen Walter handelt, der sich seit dem Einmarsch der Amerikaner hier vor der Besatzungsmacht versteckt. Johanna bringt ihm neben Lebensmitteln auch eine Jacke vom hingerichteten Sohn des Pfarrers. Erst danach erfährt sie vom Pfarrer, dass Walter es war, der seinen Sohn denunziert hatte. Am nächsten Tag sucht sie Walter auf, um die Jacke zurückzufordern, als dessen Mutter Gisela dort auftaucht, gefolgt von ihrem Mann, der seinen totgeglaubten Sohn in die Arme nimmt. Anschließend geht Walter in die Kirche und bittet den Pfarrer um Vergebung, der Pfarrer lehnt jedoch eine Vergebung mit den Worten „Ich kann das nicht“ ab.
Der Film endet, als Johanna die Entscheidung trifft, gemeinsam mit ihren Kindern und dem elternlosen Heinz, das Dorf zu verlassen, und nach Frankfurt am Main zu ziehen.

## Erscheinungstermin und Arbeitstitel
Im Jahr 2008 produziert, wurde Ein Dorf schweigt am 9. April 2009 erstmals im ZDF ausgestrahlt. Der Arbeitstitel lautete „Die Kartoffelkäfer kommen“.

## Kritiken
Das Lexikon des internationalen Films konstatiert, dass es dem Film gelingt, ein Flüchtlingsschicksal der unmittelbaren Nachkriegszeit abzubilden und dabei differenziert die Abneigung von Einheimischen gegenüber Flüchtlingen auszuloten vermag.